# Nguyễn Thắng Vu
Nguyễn Thắng Vu (tên khai sinh là Nguyễn Lôi, 2 tháng 1 năm 1935 – 14 tháng 10 năm 2010), nguyên là Giám đốc – Tổng Biên tập Nhà xuất bản Kim Đồng từ năm 1988 đến năm 2002, là Chủ tịch thường trực Hội đồng bảo trợ Quỹ hỗ trợ giáo dục dành cho trẻ em Việt Nam mang tên Doraemon và là người đem nhân vật Doraemon đến Việt Nam.
Nguyễn Thắng Vu được xem là "người anh cả" trong làng xuất bản thời kỳ đổi mới ở Việt Nam. Ông được giới xuất bản Việt Nam mệnh danh là "anh hùng xuất bản".

## Xuất xứ
Nguyễn Thắng Vu tên thật là Nguyễn Lôi, sinh ngày 2 tháng 1 năm 1935, quê quán ở thôn Thổ Ngọa, xã Quảng Thuận, huyện Quảng Trạch, tỉnh Quảng Bình.

## Sự nghiệp hoạt động
Năm 1988, Nguyễn Thắng Vu chính thức về công tác tại Nhà xuất bản Kim Đồng trong thời kỳ tình hình xuất bản gặp nhiều khó khăn. Năm 1992, ông mang về Việt Nam bộ truyện tranh Doraemon, tạo nên một "hiện tượng" cho ngành xuất bản. Ông còn được mệnh danh là "ông già nghiện sách thiếu nhi" vì luôn có những dự án tâm huyết về sách và các hoạt động từ thiện dành cho trẻ em.
Năm 1996, ông cùng Fujiko F. Fujio, sáng lập Quỹ học bổng Doraemon từ tiền bản quyền tiếng Việt. Tháng 5 năm 2010, ông đã tặng khoản tiền cá nhân 1 tỷ đồng cho quỹ để mở rộng đối tượng tài trợ. Ngoài ra ông còn hỗ trợ nuôi 100 bà mẹ Việt Nam anh hùng, xây hàng chục trường học và thư viện lớn nhỏ cho các xã vùng sâu vùng xa. Ông áp dụng hình thức kinh doanh trong lĩnh vực xuất bản dưới tiêu chí văn hóa: "lấy truyện tranh nuôi truyện chữ" bằng cách cho ra đời các tủ sách được cho là khó bán nhưng cần thiết đối với độc giả như: tủ sách vàng, tủ sách Truyện ngắn hay thế kỷ XX, tủ sách Thơ, tủ sách Mỹ thuật...
Khi đã rời cương vị giám đốc, ông vẫn giữ chức chủ tịch hội đồng xuất bản một thời gian trước khi về nghỉ hẳn trong vai trò như một cố vấn.
Sau một thời gian chống chọi với bệnh ung thư, ngày 14 tháng 10 năm 2010, Nguyễn Thắng Vu đã qua đời tại nhà riêng ở quận Ba Đình, Hà Nội.

## Quỹ Doraemon
Quỹ Doraemon ra đời vào năm 1996, do Nguyễn Thắng Vu và Fujiko F. Fujio sáng lập với số tiền ban đầu là 1 tỷ đồng, từ tiền bản quyền tiếng Việt xuất bản trong ba năm từ 1992 đến 1995. Quỹ này được bổ sung hàng năm từ lợi nhuận của việc phát hành các ấn bản Doraemon ở Việt Nam (bao gồm tái bản). Tính đến tháng 5 năm 2010, quỹ Doraemon đã cấp học bổng cho hơn 6.600 học sinh Việt Nam nghèo với tổng số tiền hơn 3,3 tỷ đồng. Nguyễn Thắng Vu đã trao tặng cho quỹ học bổng này 1 tỷ đồng tiền cá nhân trong khoảng thời gian bệnh ung thư trở nặng trước lúc qua đời.
Quỹ Doraemon được đánh giá là một quỹ Văn hóa – Giáo dục phi chính phủ vào loại sớm nhất ở Việt Nam.

## Về giao dịch bản quyền
Từ khi làm giám đốc Nhà xuất bản Kim Đồng (1988–2002), Nguyễn Thắng Vu đã đi tiên phong trong việc chủ động giao dịch bản quyền và mở rộng thị trường sách thiếu nhi. Hai đầu sách lớn của Nhà xuất bản Kim Đồng là Doraemon và Kính vạn hoa đều do ông tự tay giao dịch, ký kết bản quyền và đặt hàng tác giả.
Ông đã có một số chuyến công tác sang Nhật Bản thương lượng tác quyền và tạo cơ hội cho Nhà xuất bản Trẻ phát hành những bộ manga đầu tiên tại Việt Nam cùng với Nhà xuất bản Kim Đồng.

## Nhận xét
Ngành xuất bản sẽ mãi nhớ công ơn anh Vu vì đã mang truyện tranh manga về Việt Nam, khởi đầu với bộ Doraemon. Không phải chỉ là một bộ truyện tranh bán chạy, mà nó mở ra một hướng đi mới cho ngành xuất bản, mở ra một phương thức tiếp cận đối tượng độc giả mới"— Nguyên Giám đốc Nhà xuất bản Trẻ Lê Hoàng.
Tôi có thể khẳng định, nếu không có một ông giám đốc năng động, táo bạo, biết động viên, truyền lửa cho tác giả, lại rất mực yêu nghề và luôn nghĩ đến các độc giả nhỏ tuổi như anh Nguyễn Thắng Vu, tôi đã không có cảm hứng để viết bộ truyện Kính vạn hoa, hoặc nếu viết cũng chưa chắc đã kéo dài đến 54 tập như hiện nay.— Nhà văn Nguyễn Nhật Ánh
Trong bài phát biểu "Ôn cố tri tân" để ôn lại 30 năm chặng đường đã qua của Nhà xuất bản Trẻ, ông Nguyễn Minh Nhựt – giám đốc Nhà xuất bản Trẻ – đã gửi lời tri ân đến ông Nguyễn Thắng Vu.
Ông cũng được mệnh danh "Nhà làm sách số 1 Việt Nam".

## Ấn phẩm liên quan
Nhà xuất bản Kim Đồng đã phối hợp với Công ty Sách Tuổi Thơ ra mắt cuốn sách với nhan đề "Nguyễn Thắng Vu – Ông già làm sách thiếu nhi".